# Lista de patriarcas portugueses
Esta lista contém os Patriarcas portugueses. Portugal é a única Nação Católica a ter tido em simultâneo dois Patriarcados. Em 1716 foi criado o Patriarcado de Lisboa, de natureza residencial, a quem foi concedido o privilégio do seu Patriarca ser elevado ao cardinalato. Em 1886, em substituição do Padroado do Oriente de que a Coroa Portuguesa parcialmente abdicou, a Santa Sé criou o Patriarcado das Índias Orientais, de natureza titular, cujo título patriarcal é outorgado ao Arcebispo Primaz de Goa. Após 1975 o Patriarcado das Índias Orientais deixou de ser provido com clérigos portugueses. Ao longo da História foram 23 os prelados portugueses elevados à dignidade patriarcal.

## Patriarcados
| Patriarcado                      | Criação | Sé     | Prelados | Actual Patriarca                    |
| -------------------------------- | ------- | ------ | -------- | ----------------------------------- |
| Patriarcado de Lisboa            | 1716    | Lisboa | 18       | D. Rui Valério                      |
| Patriarcado das Índias Orientais | 1886    | Goa    | 5        | sem prelados portugueses desde 1975 |

## Patriarcas
Os prelados encontram-se ordenados por data de nomeação.
| Prelado                                                                                    | Vida                  | Cardinalato                                                                              | Título | Carreira |
| ------------------------------------------------------------------------------------------ | --------------------- | ---------------------------------------------------------------------------------------- | --- | --- |
| Patriarca D. Tomás I D. Tomás de Almeida                                                   | 1670–1754 († 83 anos) | 1737 – Clemente XII Cardeal-Presbítero                                                   | 1º Cardeal-Patriarca de Lisboa                                                                             | 1706–1709 Bispo de Lamego 1709–1716 Bispo do Porto 1716–1754 Patriarca de Lisboa |
| Patriarca D. José I D. José Manuel da Câmara de Atalaia                                    | 1686–1758 († 71 anos) | 1747 – Bento XIV Cardeal-Presbítero                                                      | 2º Cardeal-Patriarca de Lisboa                                                                             | 1754–1758 Patriarca de Lisboa |
| Patriarca D. Francisco I D. Francisco de Saldanha da Gama                                  | 1723–1776 († 53 anos) | 1756 – Bento XIV Cardeal-Diácono Cardeal-Presbítero                                      | 3º Cardeal-Patriarca de Lisboa                                                                             | 1759–1776 Patriarca de Lisboa |
| Patriarca D. Fernando I D. Fernando de Sousa e Silva                                       | 1712–1786 († 68 anos) | 1778 – Pio VI Cardeal-Presbítero                                                         | 4º Cardeal-Patriarca de Lisboa                                                                             | 1778–1786 Patriarca de Lisboa |
| Patriarca D. José II D. José Francisco Miguel António de Mendonça                          | 1725–1808 († 82 anos) | 1788 – Pio VI Cardeal-Presbítero                                                         | 5º Cardeal-Patriarca de Lisboa                                                                             | 1788–1808 Patriarca de Lisboa |
| Patriarca D. Carlos I D. Carlos da Cunha e Menezes                                         | 1759–1825 († 82 anos) | 1819 – Pio VII Cardeal-Presbítero                                                        | 6º Cardeal-Patriarca de Lisboa                                                                             | 1819–1825 Patriarca de Lisboa |
| Patriarca D. Patrício I D. Frei Patrício da Silva, O.E.S.A.                                | 1756–1840 († 83 anos) | 1824 – Leão XII Cardeal-Presbítero                                                       | 7º Cardeal-Patriarca de Lisboa                                                                             | 1818–1819 Bispo de Castelo Branco 1819–1825 Arcebispo de Évora 1826–1840 Patriarca de Lisboa |
| Patriarca D. Francisco II, o Cardeal Saraiva D. Frei Francisco de São Luís Saraiva, O.S.B. | 1766–1845 († 79 anos) | 1843 – Gregório XVI Cardeal-Presbítero                                                   | 8º Cardeal-Patriarca de Lisboa                                                                             | 1821–1822 Bispo Coadjutor de Coimbra 1822–1824 Bispo de Coimbra 1821–1823 Reitor da Universidade de Coimbra 1824–1843 Bispo Titular 1840–1845 Patriarca de Lisboa                                                                                |
| Patriarca D. Guilherme I D. Guilherme Henriques de Carvalho                                | 1793–1857 († 64 anos) | 1846 – Gregório XVI Cardeal-Presbítero de S. Maria sopra Minerva                         | 9º Cardeal-Patriarca de Lisboa Bispo de Castelo Branco                                                     | 1840–1845 Bispo de Leiria 1845–1857 Patriarca de Lisboa 1846–1857 Bispo de Castelo Branco |
| Patriarca D. Manuel I D. Manuel Bento Rodrigues da Silva                                   | 1800–1869 († 68 anos) | 1858 – Pio IX Cardeal-Presbítero                                                         | 10º Cardeal-Patriarca de Lisboa                                                                            | 1845–1852 Arcebispo Auxiliar de Lisboa 1852–1858 Arcebispo-Bispo de Coimbra 1858–1869 Patriarca de Lisboa |
| Patriarca D. Inácio I D. Inácio do Nascimento Morais Cardoso                               | 1811–1883 († 71 anos) | 1873 – Pio IX Cardeal-Presbítero dos Ss. Nereo ed Achilleo                               | 11º Cardeal-Patriarca de Lisboa                                                                            | 1863–1871 Bispo do Algarve 1871–1883 Patriarca de Lisboa |
| Patriarca D. José III D. José Sebastião de Almeida Neto, O.F.M.                            | 1841–1920 († 79 anos) | 1884 – Leão XIII Cardeal-Presbítero dos Ss. XII Apostoli                                 | 12º Cardeal-Patriarca de Lisboa Cardeal Protopresbítero                                                    | 1879–1883 Bispo de São Paulo de Loanda 1883–1907 Patriarca de Lisboa 1902–1920 Cardeal Protopresbítero do Colégio Cardinalício |
| Patriarca D. António Sebastião Valente                                                     | 1846–1908 († 62 anos) | –                                                                                        | Patriarca das Índias Orientais Arcebispo Primaz de Goa                                                     | 1881–1908 Arcebispo Primaz de Goa 1886–1908 Patriarca das Índias Orientais |
| Patriarca D. António I D. António Mendes Bello                                             | 1842–1929 († 87 anos) | 1911 (in pectore) 1914 (revelado) – Pio X Cardeal-Presbítero dos Ss. Marcellino e Pietro | 13º Cardeal-Patriarca de Lisboa                                                                            | 1884–1884 Arcebispo Auxiliar de Lisboa 1884–1907 Arcebispo-Bispo do Algarve 1907–1929 Patriarca de Lisboa |
| Patriarca D. Mateus de Oliveira Xavier                                                     | 1858–1929 († 70 anos) | –                                                                                        | Patriarca das Índias Orientais Arcebispo Primaz de Goa                                                     | 1897–1909 Bispo de Cochim (Índia) 1909–1929 Patriarca das Índias Orientais 1909–1929 Arcebispo Primaz de Goa |
| Patriarca D. Manuel II, o Cardeal Cerejeira D. Manuel Gonçalves Cerejeira                  | 1888–1977 († 88 anos) | 1929 – Pio XI Cardeal-Presbítero dos Ss. Marcellino e Pietro                             | 14º Cardeal-Patriarca de Lisboa Presidente da Conferência Episcopal Portuguesa Vigário Militar de Portugal | 1928–1929 Arcebispo Auxiliar de Lisboa 1929–1971 Patriarca de Lisboa 1958–1972 Presidente da Conferência Episcopal Portuguesa 1961–1977 Cardeal Protopresbítero do Colégio Cardinalício 1966–1972 Vigário Militar de Portugal                    |
| Patriarca D. Teotónio Vieira de Castro                                                     | 1859–1940 († 80 anos) | –                                                                                        | Patriarca das Índias Orientais Arcebispo Primaz de Goa e Damão                                             | 1899–1929 Bispo de São Tomé de Meliapor (Índia) 1929–1940 Patriarca das Índias Orientais 1929–1940 Arcebispo Primaz de Goa e Damão |
| Patriarca D. José da Costa Nunes                                                           | 1880–1976 († 96 anos) | 1962 – João XXIII Cardeal-Presbítero de S. Prisca                                        | Patriarca das Índias Orientais Arcebispo de Goa e Damão Vice-Camerlengo da Santa Igreja Romana             | 1920–1940 Bispo de Macau 1940–1953 Patriarca das Índias Orientais 1940–1953 Arcebispo de Goa e Damão 1953–1976 Patriarca Titular 1953–1962 Vice-Camerlengo da Santa Igreja Romana                                                                |
| Patriarca D. José Vieira Alvernaz                                                          | 1898–1986 († 88 anos) | –                                                                                        | Patriarca das Índias Orientais Arcebispo Primaz de Goa e Damão                                             | 1941–1950 Bispo de Cochim 1950–1953 Arcebispo Coadjutor de Goa e Damão 1953–1975 Patriarca das Índias Orientais 1953–1975 Arcebispo Primaz de Goa e Damão                                                                                        |
| Patriarca D. António II D. António Ribeiro                                                 | 1928–1998 († 69 anos) | 1973 – Paulo VI Cardeal-Presbítero de S. Antonio da Padova in Via Merulana               | 15º Cardeal-Patriarca de Lisboa Presidente da Conferência Episcopal Portuguesa Bispo das Forças Armadas    | 1967–1969 Bispo Auxiliar de Braga 1969–1971 Bispo Auxiliar de Lisboa 1971–1998 Patriarca de Lisboa 1972–1986 Vigário Militar de Portugal 1975–1981 e 1987–1993 Presidente da Conferência Episcopal Portuguesa 1986–1998 Bispo das Forças Armadas |
| Patriarca D. José IV D. José da Cruz Policarpo                                             | 1936–2014 († 78 anos) | 2001 – João Paulo II Cardeal-Presbítero de Santo António dos Portugueses                 | 16º Cardeal-Patriarca de Lisboa Presidente da Conferência Episcopal Portuguesa                             | 1978–1997 Bispo Auxiliar de Lisboa 1997–1998 Arcebispo Coadjutor de Lisboa 1998–2013 Patriarca de Lisboa 1999–2005 e 2011–2013 Presidente da Conferência Episcopal Portuguesa                                                                    |
| Patriarca D. Manuel III D. Manuel Clemente                                                 | 1948 (76 anos)        | 2015 – Papa Francisco Cardeal-Presbítero de Santo António dos Portugueses                | 17º Cardeal-Patriarca de Lisboa Presidente da Conferência Episcopal Portuguesa                             | 1999–2007 Bispo Auxiliar de Lisboa 2007–2013 Bispo do Porto 2013–2023 Patriarca de Lisboa 2011–2013 Vice-Presidente da Conferência Episcopal Portuguesa 2013–2020 Presidente da Conferência Episcopal Portuguesa                                 |
| Patriarca D. Rui I D. Rui Valério, S.M.M.                                                  | 1964 (60 anos)        | —                                                                                        | 18.º Patriarca de Lisboa                                                                                   | 2018–2023 Bispo das Forças Armadas e Segurança 2023– Patriarca de Lisboa |